# Jonas Patrik Ljungström
Jonas Patrik Ljungström, född 12 mars 1827 i Uddevalla, död 22 oktober 1898 i Hedvig Eleonora församling, Stockholm, var en svensk kartograf, uppfinnare och fabrikör.

## Biografi
Ljungström föddes 1827 i Uddevalla som son till Johan Patrik Ljungström och Maria Christina (född Spaak). På mödernet var Ljungström ättling i tredje led till Peter Spaak respektive Gudmund Dahl, i femte led till Abraham Hülphers den äldre, samt systerson till Johannes Spaak. Han gifte sig med Amalia (född Falck). Deras barnaskara innefattade Georg Ljungström, Oscar Ljungström, Birger Ljungström och Fredrik Ljungström.
Efter avslutad lantmäteri- och kartografutbildning i Stockholm 1849, verkade Ljungström som lantmätare i Göteborgs och Bohus län, varav från 1864 som kommissionslantmätare där. Därefter tjänstgjorde han som kartograf vid Rikets allmänna kartverk i Stockholm 1873-1888. Utöver detta utvecklade han från 1864 och framåt geodetiska och andra precisionsinstrument. Först i mekaniskt laboratorium i Uddevalla och sedan från 1872 i fabriker på Kocksgatan på Södermalm, respektive på Sibyllegatan på Östermalm i Stockholm. I produktutvecklingen, som skedde i samarbetade med bland annat Lars Magnus Ericssons verkstäder, arbetade också sönerna. Dessutom undervisade Ljungström i geodesi vid Kungliga tekniska högskolan.

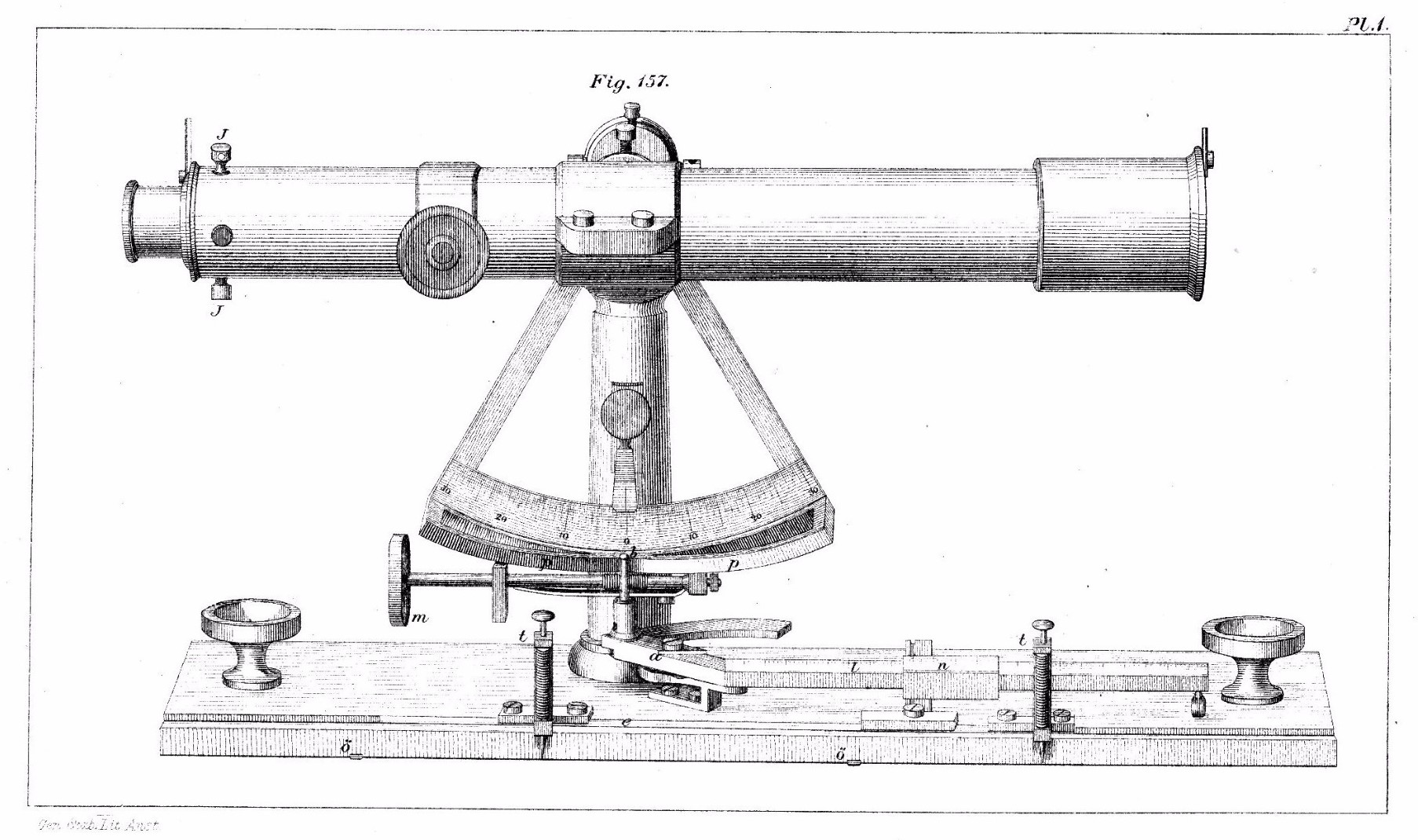
Teknisk översikt av Ljungströms distanstub, patenterad 1875.

Flera av Ljungströms tekniska innovationer vann patent: linjör (1864), cirkelplanimeter (1866, 1871), mätbord med nålnedsättare, polettcirkel, diopterlinjal och justerbar excentrar (1871, 1884), distanstub (1875), universalplanimeter (1882) och stereometer (1891). Flera medverkade i samt vann priser vid utställningar, varav somliga företogs med stöd från Pro Patria och andra kungliga stiftelser. Däribland Karlstadsutställningen 1862, Stockholmsutställningen  1866, Världsutställningen i Paris 1867, Lantbruksutställningen i Göteborg 1871, Conférence géographique i Bryssel 1876, Centennial Exposition i Philadelphia 1876, Världsutställningen i Paris 1878, Vanadisutställningen i Stockholm 1886, World's Columbian Exposition i Chicago 1893, Allmänna konst- och industriutställningen i Stockholm 1897. Därutöver medverkade hans uppfinningar postumt vid Världsutställningen i Paris 1900, Gävleutställningen 1901, Konst- och industriutställningen i Norrköping 1906 och Örebroutställningen 1911.
I samband med utställningen i Philadelphia 1876, mötte Ljungström den svenske fysikern Salomon August Andrée. Andrée, som blev lärare vid Kungliga tekniska högskolan, kom att undervisa sönerna Birger och Fredrik. Han förblev vän till familjen fram till sin död. Efter Ljungström död övertogs hans fabrikrörelse av sonen under namnet Axel Ljungströms Fabriks AB. Den uppgick därefter år 1919 i Instrumentfabriks AB Lyth.
Ljungströms uppfinningar omnämndes av John Ericsson (1803-1889) som av "en högst ovanlig uppfinningsförmåga och stort mekaniskt snille". Den mest framgångsrika av dem kom att bli distanstuben, patenterad år 1875, med automatisk reduktion till horisonten. Den kvarstod i yrkesanvändning fram till 1950-talet. Flera av Ljungströms verk finns representerade i Tekniska museet i Stockholm, i Bohusläns museum och i andra regionala vetenskaps- och kulturminnesmuseer.
Jonas Patrik Ljungström dog 22 oktober 1898. Jordfästningen ägde rum i Hedvig Eleonora kyrka. Han är begravd på Norra begravningsplatsen utanför Stockholm.

## Utmärkelser
- Silvermedalj vid Världsutställningen i Paris (1878)
- Ledamot av Académie nationale, agricole, manufacturière et commerciale (1878)
- Guldmedalj av Kungliga Vetenskapsakademien (1877)
- Wallmarkska priset av Kungliga Vetenskapsakademien (1877)
- Guldmedalj vid Centennial Exposition i Philadelphia (1876)
- Medalj av 1:a klassen av Société de Géographie (1876)
- Pris vid Stockholmsutställningen 1866